# Твердово
Тве́рдово (бел. Цвёрдава) — деревня в составе Черноборского сельсовета Быховского района Могилёвской области Республики Беларусь. Расположена в 29 км на северо-запад от Быхова, в 38 км от Могилева и в 15 км от железнодорожной платформы Семуковичи на линии Могилев — Осиповичи.
В 4 км на юго-запад от деревни, на первой надпойменной террасе левого берега реки Друть, сохранилась стоянка каменного века.

## История
Деревня известна с XVIII века. В 1745 году в деревне Твёрдово было 14 дворов, являлась собственностью помещика, относилась к Быховскому графству. В 1758 году здесь 20 дворов и 51 житель мужского пола. В 1780 году в деревне Твёрдое было 19 дворов и 157 жителей, относилась к Быховскому уезду. В 1858 году здесь 161 житель мужского пола, имелась корчма. Неподалёку существовало поместье, хозяин которого в 1868 году обладал 1907 десятин земли, водяной мельницей и корчмой. В 1880 году в деревне Твёрдово 62 двора и 429 жителей. Часть сельчан занималась отхожим промыслом. В 1882 году действовал хлебозапасный магазин. В 1897 году — 90 дворов и 564 жителя, имелись школа грамоты, питейный дом, рядом в фольварке было 3 двора и 6 жителей. В 1907 году открыта земская школа. В 1909 году в деревне 95 дворов и 617 жителей, в фольварке — 15 жителей.
С февраля по ноябрь 1918 года Твёрдово было оккупировано немецкими войсками. В 1920 году в деревне была мастерская по ремонту сельскохозяйственного инвентаря и школа по ликвидации неграмотности среди взрослых. На базе же дореволюционной школы была создана рабочая школа 1-й ступени, в которой в 1925 году обучалось 57 учеников. С 17 июля 1924 года деревня в Чечевичском районе, с 8 июля 1931 года в Быховском. В 1926 году в деревне 124 двора и 910 жителей. В 1930 году здесь организован колхоз «Победа», который в 1932 году объединял 8 хозяйств и имел 72 га пашни. Во время Великой Отечественной войны с июня 1941 года по 28 июля 1944 года деревня оккупирована немецкими войсками. На кладбище похоронено 2 советских воина, которые погибли в июне 1941 года. В память о 78 местных жителях погибших на фронтах и в партизанской борьбе в 1972 году около здания клуба установлен обелиск. В 1967 году к Твёрдово присоединена деревня Загорье. В 1982 году в Твёрдово было 131 хозяйство и 255 жителей, деревня находилась в составе совхоза «Быховский» (с 2003 года СПК «Быховский», центр в агрогородке Чёрный Бор). Здесь размещались: свиноводческая ферма и ферма крупного рогатого скота, начальная школа, магазин, клуб, отделение связи.